# 比格阿姆 (蒙大拿州)
比格阿姆（英語：Big Arm）是位於美國蒙大拿州萊克縣的普查規定居民點。

## 歷史
比格阿姆的郵局於1911年設立，1933年關閉後於1949年重啟，營運至今。

## 人口
根據2020年美國人口普查的數據，比格阿姆的面積為14.03平方千米，皆為陸地。當地共有人口218人，而人口密度為每平方千米15.54人。